# Sophie Sandolo
Sophie Sandolo (Nizza, 20 luglio 1976) è una golfista francese naturalizzata italiana.
Dopo una carriera da dilettante, culminata col titolo europeo 1999, passa professionista l'anno successivo.
Dal 2000 al 2007 vince numerosi piazzamenti, dal 2008 al 2009 non partecipa al Ladies European Tour per un problema alla schiena totalmente risolto rientrando nel circuito internazionale nel 2010 conquistando immediatamente 5 top ten e due secondi posti.
Nel 2011 è parte della Nazionale Italiana ed è uscito il suo primo libro dedicato al mondo del Golf.